# Tupai
Tupai er en ubeboet atol i øgruppen Selskabsøerne, Fransk Polynesien. Øen ligger 19 km nord for Bora Bora og 370 km fra Tahiti og har et areal på 11km². 

## Administration
Tupai atollen tilhører administrativt Bora Bora.
16°17′S 151°50′V / 16.28°S 151.83°V